# Jane Leade
Jane Ward Leade (née en mars 1624 et morte le 19 août 1704) est une mystique anglaise qui a animé avec John Pordage le mouvement des Philadelphes inspiré de Jakob Böhme.

## Biographie
Jane Ward est née dans une famille de la classe moyenne en mars 1624 dans le comté de Norfolk en Angleterre.
Ses premières visions se sont manifestées alors qu'elle était âgée de quinze ans.
Son traducteur français Paul Sédir (1871-1926) la présente ainsi :
« Les œuvres de cette illuminée, d'abord élève puis directrice du médecin John Pordage, et fondatrice de la Société des Philadelphes, comprennent exclusivement, non des traités hermétiques, mais des amplifications de mysticisme chrétien. Elle était voyante et, de même que Boehme, ne décrit que les tableaux intérieurs qui se sont déroulés devant elle. »
Citant un témoignage de seconde main – probablement de Johann Georg Gichtel –, il la décrit aussi comme « une femme pieuse, mais rétrécie dans une sphère bornée ».
Elle est décédée le 19 août 1704.

## Écrits
- Le Puits du Jardin, journal de ses manifestations, dont la préface est un Discours sur la différence des révélations véritables et des révélations fausses
- La Nuée céleste ou l'Échelle de la Résurrection, 1682
- Révélation des Révélations, 1683, 130 p.
- La Vie Henochienne ou le Cheminement avec Dieu, 1694, 38 p.
- Les Lois du Paradis, 1695, 69 p.
- Les Merveilles de la création divine, en huit mondes différents, 1695, 89 p.
- Messages pour la commune de Philadelphie, 1696, 108 p.
- L'Arbre de foi ou l'arbre de Vie qui croît dans le Paradis de Dieu, 1696, 122 p.
- L'Arbre de la foi, 1696, 33 p.